# Hoku (album)
Hoku è il primo album in studio della cantante statunitense omonima, pubblicato il 2 maggio 2000 dalle etichette discografiche Geffen Records e Interscope Records.

## Tracce
1. Another Dumb Blonde – 3:53 (Antonina Armato, Tim James)
2. What You Need – 3:40 (Carsten Schack, Kenneth Karlin, Peter Biker, Antonina Armato)
3. How Do I Feel (The Burrito Song) – 2:56 (Antonina Armato, Tim James)
4. Just Enough – 3:47 (Rodney Jerkins, Antonina Armato)
5. Oxygen – 3:28 (Antonina Armato)
6. Nothing in This World – 4:06 (Antonina Armato, Andy Hill)
7. In the First Place – 3:52 (Antonina Armato, Tim James)
8. Every Time – 3:55 (Antonina Armato)
9. I'm Scared – 4:04 (Antonina Armato, Tim James)
10. We'll Follow The Sun – 3:22 (Hoku Clements, Antonina Armato, Ron Harris)
11. You First Believed – 3:31 (Hoku Clements)

## Classifiche
| Classifiche (2000) | Posizione massima |
| ------------------ | ----------------- |
| Stati Uniti        | 151               |